# دهمشه (روستا)
 دهمشه  به عربی ( الدَهمشَة )، روستایی است در دهستان المقاطر از توابع استان شبوه در کشور یمن در شبه جزیره عربستان.

## جمعیت
جمعیت آن ( ۸۸ ) نفر ( ۷ خانوار) می‌باشد.